# Hit (bebida)
Hit fue una marca de refresco de sabores hecha en Venezuela propiedad de la compañía The Coca-Cola Company, distribuido y producido por Coca-Cola FEMSA de Venezuela.
Fue introducido en Venezuela primero por Pepsi-Cola de Venezuela y luego pasó a manos de Coca-Cola. Sus publicidades y diseños son adaptados de la marca Fanta, Hit es el nombre de Fanta en Venezuela. Aunque sus sabores no tenga ningún parecido a la Fanta Original.
En 2025, Coca-Cola FEMSA de Venezuela, decide retirar Hit del mercado y anuncia el regreso de Fanta.

## Historia
Creada en 1956, en un principio la línea de refrescos Hit pertenencia a Pepsi-Cola Venezuela de la mano con la Organización Cisneros, quien debido a su importante volumen de sus ventas, pasó a ser una categoría propia. 
La marca "Hit" fue propiedad de "Embotelladoras Hit de Venezuela", esta tenía en su catálogo además las marcas Frescolita y Chinotto. Para 1982 Proyectos Pet, C.A. se convirtió en el principal proveedor de botellas para los refrescos Hit y Pepsi-Cola.
En 1991 la Organización Cisneros representada por Oswaldo Cisneros anunció que quería desprenderse de la marca, y no es hasta 1996 cuando termina el contrato. 
El 17 de agosto de 1996, Coca-Cola Venezuela compra las marcas Hit, Chinotto y Frescolita pasando a ser desde entonces parte del catálogo de Coca Cola, según se dijo, por $1.000 millones en efectivo y acciones de Panamco, lo que dejó a Pepsi-Cola momentáneamente sin una planta embotelladora en Venezuela.
Hoy en día se trata como la marca Fanta en Venezuela bajo otro nombre, como es el caso de Sprite con el nombre Chinotto, es popular en las fiestas. Su competidor por Pepsi-Cola es Sabores Golden.
Para el julio de 2016 la bebida, junto a Coca-Cola, Frescolita y Chinotto, lanza sus versiones sin calorías, esto a la par para solventar temporalmente los problemas del inventario de azúcar que tiene la empresa en el país, y como parte de la campaña global The Coca-Cola Company.

## Sabores

### Disponibles
- Naranja (Disponible)
- Uva (Disponible)
- Manzana (n/a)
- Piña (n/a)

### Desaparecidos
- Limón (no confundir con Chinotto ya que aquel es transparente y este tiene color verde)